# Fédération azerbaïdjanaise d'athlétisme
 (mars 2024).
Si vous disposez d'ouvrages ou d'articles de référence ou si vous connaissez des sites web de qualité traitant du thème abordé ici, merci de compléter l'article en donnant les références utiles à sa vérifiabilité et en les liant à la section « Notes et références ».
La Fédération azerbaïdjanaise d'athlétisme (en azéri Azərbaycan Atletika Federasiyası AAF) est la fédération d'athlétisme de l'Azerbaïdjan, créée en 1923 et affiliée depuis 1993 à l'Association européenne d'athlétisme et à l'IAAF. Son siège est à Bakou et son président est Çingiz Hüseynzadə depuis 2009.